# Knœringue
Knœringue (Duits: Knöringen) is een gemeente in het Franse departement Haut-Rhin in de regio Grand Est en telt 303 inwoners (2005). De plaats maakt deel uit van het arrondissement Mulhouse.

## Geografie
De oppervlakte van Knœringue bedraagt 4,6 km², de bevolkingsdichtheid is 65,9 inwoners per km².
De onderstaande kaart toont de ligging van Knœringue met de belangrijkste infrastructuur en aangrenzende gemeenten.

## Demografie
Onderstaande figuur toont het verloop van het inwonertal (bron: INSEE-tellingen).